# Bothrideres ustulatus
Bothrideres ustulatus is een keversoort uit de familie knotshoutkevers (Bothrideridae). De wetenschappelijke naam van de soort werd in 1899 gepubliceerd door Arthur Mills Lea.